# Натиональштрассе B3
Натиональштрассе B3 (Nationalstraße нем. Национальная дорога) — автострада на юго-востоке Намибии, соединяющая Карасбург с пограничным городом Накоп. Соприкасается с B1 около Грюнау. Натиональштрассе B3 является важным транспортным путём в ЮАР.

## Дорожные условия
Натиональштрассе B3 является двухсторонней асфальтированной дорогой.
Из-за плохих погодных условий в начале февраля 2011 года автострада, примерно в 13 километрах от Карасбурга, была сильно повреждена. 10 февраля 2011 года было начато восстановление трассы.

## Маршрут
Грюнау B1
C12

 Карасбург C10C11

 Граница с ЮАР

```
Апингтон
 
N10
```